# 危険な天使
『危険な天使』（きけんなてんし、原題：Fatal Beauty）は、1987年製作のアメリカ合衆国のアクション・コメディ映画。ウーピー・ゴールドバーグ主演。タイトルの「危険な天使」とはコカインの名前。

## あらすじ
ロサンゼルス市警察の黒人女性刑事リタは、相棒のカールと共に中華街で起きた事件の現場に直行する。そこは彼女たちがかねてから追っていた麻薬密売組織の秘密工場で、売人たちは無残に殺され、コカイン「危険な天使」が何者かによって盗まれていた。
リタは捜査を進めるうち、黒幕が街の大物にも顔のきく建設会社社長のクロールではないかと疑うが、証拠はない。
リタはクロール邸の警備主任のマイクの協力を得て捜査を進めるが、クロールと「危険な天使」を奪ったレオ一味との激しい闘いに巻き込まれていく。

## キャスト
- リタ・リゾーリ：ウーピー・ゴールドバーグ
- マイク・マーシェク：サム・エリオット
- カール・ヒメネス：ルーベン・ブラデス
- コンラッド・クロール：ハリス・ユーリン
- レオ・ノヴァ：ブラッド・ドゥーリフ
- ケラーマン：ジョン・P・ライアン
- セシール：ジェニファー・ウォーレン
- ザック：ジェームズ・レグロス
- M・C・ゲイニー